# 佐脇君枝
佐脇 君枝とは、日本の元女性声優である。
東京都出身。

## 概要
1984年から2000年初頭にかけて出演が確認されている。1984年、テレビアニメ『重戦機エルガイム』のマーハル＝セヌーマ役で声優デビュー。1985年に『機動戦士Ζガンダム』のライラ・ミラ・ライラ役で出演し、1986年には『機動戦士ガンダムΖΖ』にイリア・パゾム役で出演。その後、数年のブランクがあるものの、友人の橋渡しでシミュレーションRPG『スーパーロボット大戦F』に出演。

## 出演作品

### テレビアニメ
1984年
- 重戦機エルガイム（マーハル＝セヌーマ）

1985年
- 機動戦士Ζガンダム（ライラ・ミラ・ライラ）
- ダーティペア（おばさん）

1986年
- 機動戦士ガンダムΖΖ（イリア・パゾム、侍女）
- Bugってハニー

### ゲーム
1997年
- スーパーロボット大戦F（ライラ・ミラ・ライラ、イリア・パゾム）

1998年
- スーパーロボット大戦F完結編（ライラ・ミラ・ライラ、イリア・パゾム）

2000年
- スーパーロボット大戦α（ライラ・ミラ・ライラ、イリア・パゾム）

2001年
- スーパーロボット大戦α外伝（ライラ・ミラ・ライラ、イリア・パゾム）

2002年
- スーパーロボット大戦IMPACT（イリア・パゾム）

2003年
- 第2次スーパーロボット大戦α（ライラ・ミラ・ライラ）

### ドラマCD
- ダーティペア Dirty Pair ドラマ編 サウンドトラック（おばさん）

| スタブアイコン | サブスタブ | この項目は、まだ閲覧者の調べものの参照としては役立たない、声優（ナレーターを含む）に関連した書きかけの項目です。この項目を加筆・訂正などしてくださる協力者を求めています（P:アニメ/PJ:芸能人）。 |